# ハーゲンダッツ
ハーゲンダッツ（英語: Häagen-Dazs）は、アメリカ合衆国発祥のアイスクリームブランド。

## 概要
全世界規模で営業展開されている高級アイスクリームブランドである。アメリカ合衆国の大手食品会社ゼネラル・ミルズが所有する。
日本では、高梨乳業およびサントリーホールディングス、ゼネラル・ミルズのオランダ法人ハーゲンダッツ・ネザーランドの3社による合弁会社であるハーゲンダッツジャパン株式会社が販売する。
アメリカ合衆国とカナダでは、フロネリ（ネスレとPAIパートナーズの合弁会社）が2100年までの独占ライセンスを有しており、同社グループのドライヤーズ社（本社・米国オークランド）が製造、販売を行っている。

### 語源
ハーゲンダッツ（Häagen-Dazs）という名前自体に深い意味はない。アシュケナジム・ユダヤ人移民であった創始者ルーベン・マッタスが、アイスクリームはデンマーク産というイメージがある（デンマークは酪農が盛んな国であり、デンマーク産の乳製品は欧米で広く知られているため）ことから、デンマークの首都であるコペンハーゲンの「ハーゲン」に、その余韻がマッチする「ダッツ」を組み合わせて作り出した造語である。またマッタスの頭の中には、第二次世界大戦でデンマークの抵抗運動組織や市民がユダヤ人のほとんどを中立国スウェーデンへ脱出させたことからくるデンマークへの好印象もあった。
米国の消費者にヨーロッパ風だという先入観を持たせ、ヨーロッパの伝統と職人技を連想させるためにこのような名前になった。さらに印象を強くするために創始者のマッタスは、コペンハーゲン（Kopenhagen）の「ハーゲン」の綴りには存在しないウムラウトのついた「ä」をわざと追加し、デンマークの国土の地図をアイスを入れる箱にあしらった。
米国では [ˈhɑːgənˌdɑːs]（ハーゲンダース）または "zs" が濁って [ˈhɑːgənˌdɑːz]（ハーゲンダーズ）と発音される。この名前はヨーロッパで話されている言語とは関係ないので、"ä" や "zs" は発音を考慮されていない（デンマーク語の正書法では ä も zs も使用されない。また、ドイツ語やスウェーデン語では ä は日本語の「エ」に近い発音である）。

## 歴史
ポーランドからのアシュケナジム・ユダヤ人移民ルーベン・マッタスとその妻ローズ・マッタスが、1960年にアメリカ合衆国のニューヨーク市ブロンクス区でハーゲンダッツ社を創業した。ルーベン・マッタスは1912年生まれで、父は第一次世界大戦で亡くなり、未亡人となった母がルーベンらを連れてニューヨークのおじを頼って1921年にアメリカに移民した。1920年代にマッタス一家はイタリア人移民のレストランでレモン味のジェラートづくりの技術を学んで、セネター・フローズン・プロダクツという小さな会社を作り、サウス・ブロンクスでアイスクリームの行商を荷馬車で始めた。当初は利益が上がったアイスクリームは第二次世界大戦後に大量生産による価格競争に巻き込まれ、経営が悪化したことから、1950年代末期からルーベンらは生き残りのために牛乳をふんだんに使った高級アイスクリームを作る準備を始め、1960年代に新会社を設立した。その際に高級感を出すために、ヨーロッパの響きのある「ハーゲンダッツ」というブランド名を考え出した。
1961年には、レシピに卵黄を加え、乳脂肪分を17%まで上げて社名を「ハーゲンダッツ」とした。
1983年にピルズベリー社が買収し、経営権を取得した。米国では、1999年にピルズベリーとネスレのアイスクリーム部門が合併し、アイスクリーム・パートナーズUSAとなった。2001年にゼネラル・ミルズがピルズベリーを買収し、当ブランドの権利はゼネラル・ミルズに移った。ネスレは、アイスクリーム・パートナーズUSAの全株式を買い取り、当ブランドの北米における独占ライセンスを取得した。

## 日本における販売戦略

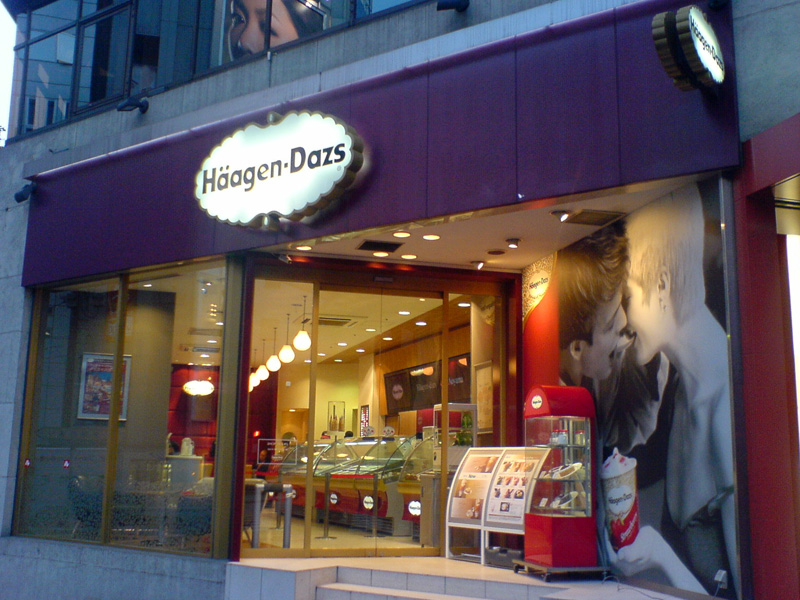
東京青山の店舗

日本では1984年に日本法人が設立され、同年東京都港区青山に第1号店がオープンした。日本第1号店が開店した際には、長い行列ができたことが多くのマスコミに取り上げられ話題となり、ブームとなった。日本で生産するにあたり適当な生乳が見つからず苦労したが、高梨乳業の釧路地方浜中町の牛乳が最も高品質であることがわかり採用した。
以降、大都市圏を中心に店舗が増加、ピーク時の1994年には全国で95店舗を展開していた。しかし、1999年以降は減少傾向となり、2013年4月25日に千葉県浦安市の新浦安店（ショッパーズプラザ新浦安内）が閉店し、御殿場プレミアム・アウトレット店1店舗のみである。
現在ではコンビニエンスストアやスーパーなどで販売するパッケージ商品が主力となっている。
高級感あるCM
当時日本ではアイスクリームは子供の食べ物という概念があり、ハーゲンダッツは大人の高級アイスクリームというイメージを打ち出すため、テレビCMを作成。大人の消費者の獲得に成功した。また、先行していたレディーボーデンがパイント（473ミリリットル、8分の1米ガロン）しかないなか、1食分をコーヒー1杯程度の価格で販売するミニカップ（120ミリリットル、2021年現在は110ミリリットル）を主力に据え、手軽に購入できるようにしたことも拡販に一役買っている。
セクシーな外国人男女が絡み合い、最後に「Shall we Häagen-Dazs?」というセリフで締めるテレビCMは、当初は日本のみのオンエアであったが、日本での評判を受けて世界各国で同様のCMがオンエアされるようになった。
なお近年はCMの方針を変え、柴咲コウ、中条あやみ等がCMに出演。2024年現在は佐藤健、小松菜奈 、TWICEのサナが出演するCMが放送されている。コマーシャルはサントリーが提供に入っている番組で放送されることが多い。（TBS系列土曜日夜11時30分からの番組等）
高価格の維持
高級アイスクリームとしてのブランド力を維持するために大幅な値引き等は行われない。1997年には公正取引委員会より、正当な理由がないのにもかかわらず取引先の小売業者に対して希望小売価格の維持を強要しさらに並行輸入品の取り扱いを妨害するなど独占禁止法第19条に違反しているとして勧告を受け、その後スーパーなどの小売店では時々1～3割程度の割引販売が行われるようになった。
なお、ハーゲンダッツのアイスクリーム工場は世界で3カ国しか無く（日本、アメリカ、フランス）、そのうちの一つが群馬県高崎市にある（生産は高梨乳業が受託しており、ハーゲンダッツのみを生産する専用工場を設立している）。

## 商品構成

### 通常商品
ハーゲンダッツ等のオンラインショップのみならず、スーパーマーケットやコンビニエンスストア、専用自動販売機などにおいても、ハーゲンダッツブランドの商品を扱っている。
季節限定商品などにも力を入れており、好評を博している。
ミニカップ
フレーバーは8種類だが、毎年の限定商品（5～10種類）とともに定番も売れ筋に応じて絶えず変化する。ミニカップの容量は110 mL。マルチパックのミニカップの容量は75 mL。
2021年の期間限定商品として、「濃厚ロイヤルミルクティー」、「バニラ＆クランチショコラ」、「アーモンドキャラメルクッキー」、「抹茶チョコレートクッキー」、「ストロベリーチーズケーキ」、「密いも」、「キャラメルホリック」、「ヘーゼルナッツ＆ミルク」、「マンゴー＆パッションフルーツ」、「濃苺」の10商品が販売されている。
コンビニエンスストア限定商品として「ストロベリーフロマージュクッキー」、「ジャポネ 抹茶あずき黒蜜」の2種類が販売されている。価格は通常のミニカップより安価で、サイズも一回り小さくなっている（83 mL）。
パイント
フレーバーは4種類。容量は473 mL（スーパーマーケットやコンビニエンスストアでも売られている。ネット通販では8個セットが主流）。ハーゲンダッツショップでは店頭にある好きなフレーバーを詰めてもらえた。
クリスピーサンド
アイスクリームをキャラメル、練乳、黒蜜などでコーティングした後ウエハースでサンドしたもの。2001年に日本で開発され世界に広まった商品である。フレーバーは4種類。
バー
アイスクリームバー（棒タイプのもの）フレーバーは3種類。
ドルチェ
2007年から発売を開始したミニカップの上級版。発売時にティラミスが大ヒット。2010年春の新製品はフレジェ。
クレープグラッセ
アイスクリームをクレープで包んだもの。2011年から日本で展開。
パルフェ
アイスクリームとソースを層にしたカップ入りのデザート。

### ハーゲンダッツショップ限定商品
下記については、ハーゲンダッツショップでのみ販売されている（一部については、ウェブショップでも販売）。
クォート
パイントよりさらに大きいサイズ。容量は946 mL。ハーゲンダッツショップでのみ販売。好きなフレーバーをつめてもらえる。
クッキーサンド
アイスクリームをクッキーにはさんだ商品（ハーゲンダッツショップ、ウェブショップのみ販売）。
シェイク
ハーゲンダッツショップ限定。好きなフレーバーで作ってもらえる。
ソフトアイス
ハーゲンダッツショップ限定。バニラ味。
パーティパック
ハーゲンダッツショップ限定。コーン（別売）もセットで購入することができる。

#### 広報資料・プレスリリースなど一次資料
1. ↑  ミニカップ｜商品情報｜ハーゲンダッツ Häagen-Dazs公式サイト
2. ↑  マルチパックセット ハーゲンダッツ公式オンラインショップ - 通販 - Yahoo!ショッピング